# Pečičky
Pečičky jsou malá vesnice, část obce Pečice v okrese Příbram ve Středočeském kraji. Nachází se asi dva kilometry severně od Pečic. Je zde evidováno 45 adres. V roce 2011 zde trvale žilo 67 obyvatel.
Pečičky jsou také název katastrálního území o rozloze 2,67 km².

## Historie

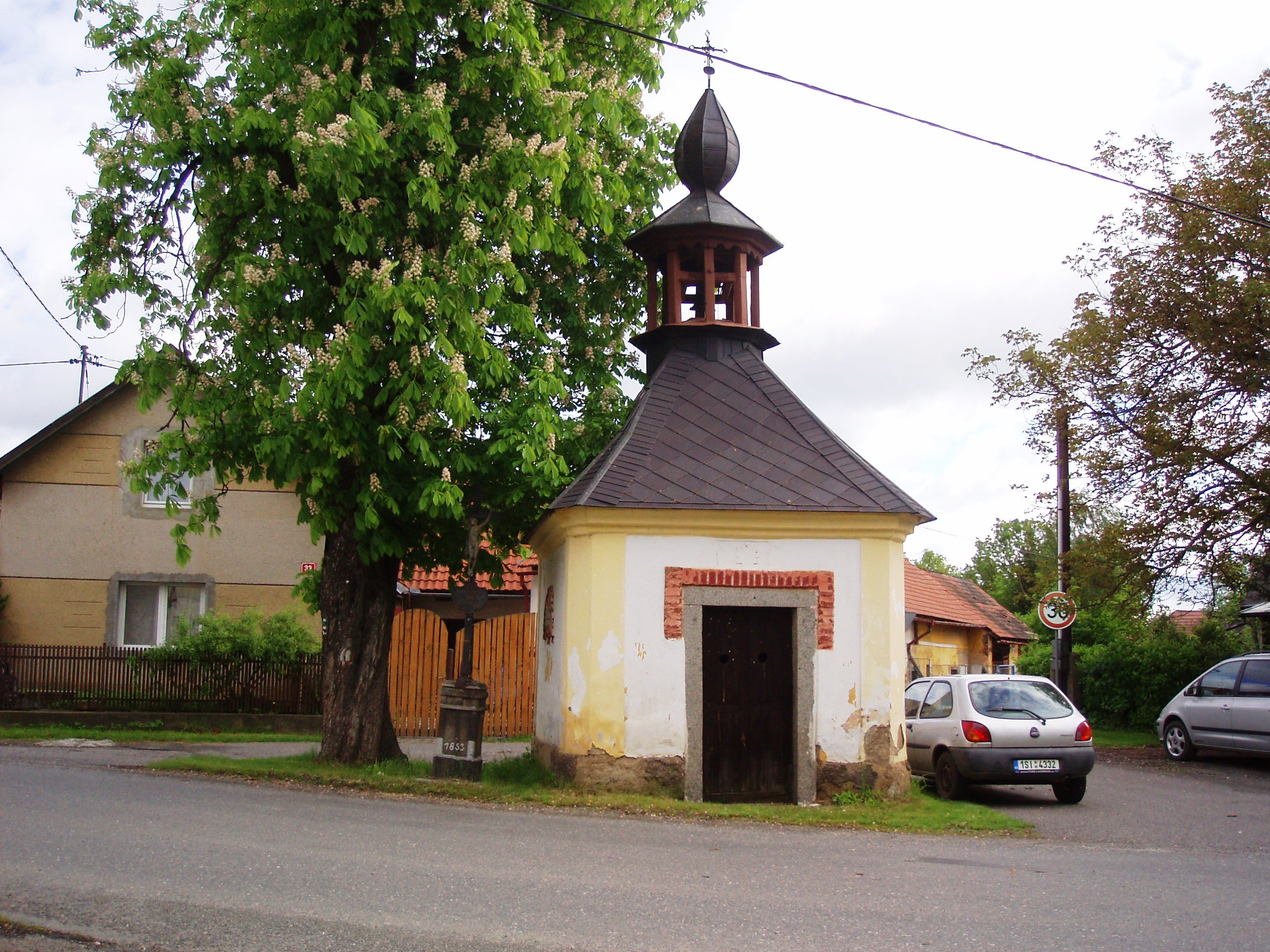
Kaple na návsi

První písemná zmínka o vesnici pochází z roku 1336.

## Obyvatelstvo
| Rok            | 1869 | 1880 | 1890 | 1900 | 1910 | 1921 | 1930 | 1950 | 1961 | 1970 | 1980 | 1991 | 2001 | 2011 | 2021 |
| -------------- | ---- | ---- | ---- | ---- | ---- | ---- | ---- | ---- | ---- | ---- | ---- | ---- | ---- | ---- | ---- |
| Počet obyvatel | 271  | 280  | 284  | 251  | 239  | 226  | 205  | 139  | 151  | 112  | 97   | 79   | 65   | 67   | 94   |
| Počet domů     | 36   | 36   | 37   | 37   | 37   | 37   | 41   | 42   | 39   | 35   | 34   | 40   | 41   | 42   | 44   |

## Obecní správa
Při sčítání lidu v letech 1850–1975 Pečičky byly samostatnou obcí v okrese Příbram. Od 1. ledna 1976 jsou částí obce Pečice v okrese Příbram.